# Azida de sodiu
Azida de sodiu este un compus anorganic cu formula NaN3. Această sare cristalină incoloră are caracter exploziv, fiind sensibilă la șoc. Este folosită la prepararea explozivilor de amorsare pentru detonatoare și în producția de airbag-uri la automobile.
Azida de sodiu poate fi utilizată și pentru prepararea altor compuși azidici. Este o substanță ionică, foarte solubilă în apă și extrem de otrăvitoare.
Utilizarea sa în airbag-urile auto nu a dus la otrăvirea cu azidă de sodiu, dar rareori a provocat arsuri chimice⁠(d) relativ minore. Acestea sunt provocate de hidroxidul de sodiu format în urma contactului dintre apă și sodiul rezultat în urma descompunerii azidei de sodiu.